# Chanakya
Chānakya (Sanskriet: चाणक्य) (c. 350-283 BC) was adviseur en eerste minister van de eerste Mauryakeizer Chandragupta Maurya (c. 340-293 v.C.), en degene die diens greep naar de macht voorbereidde. 

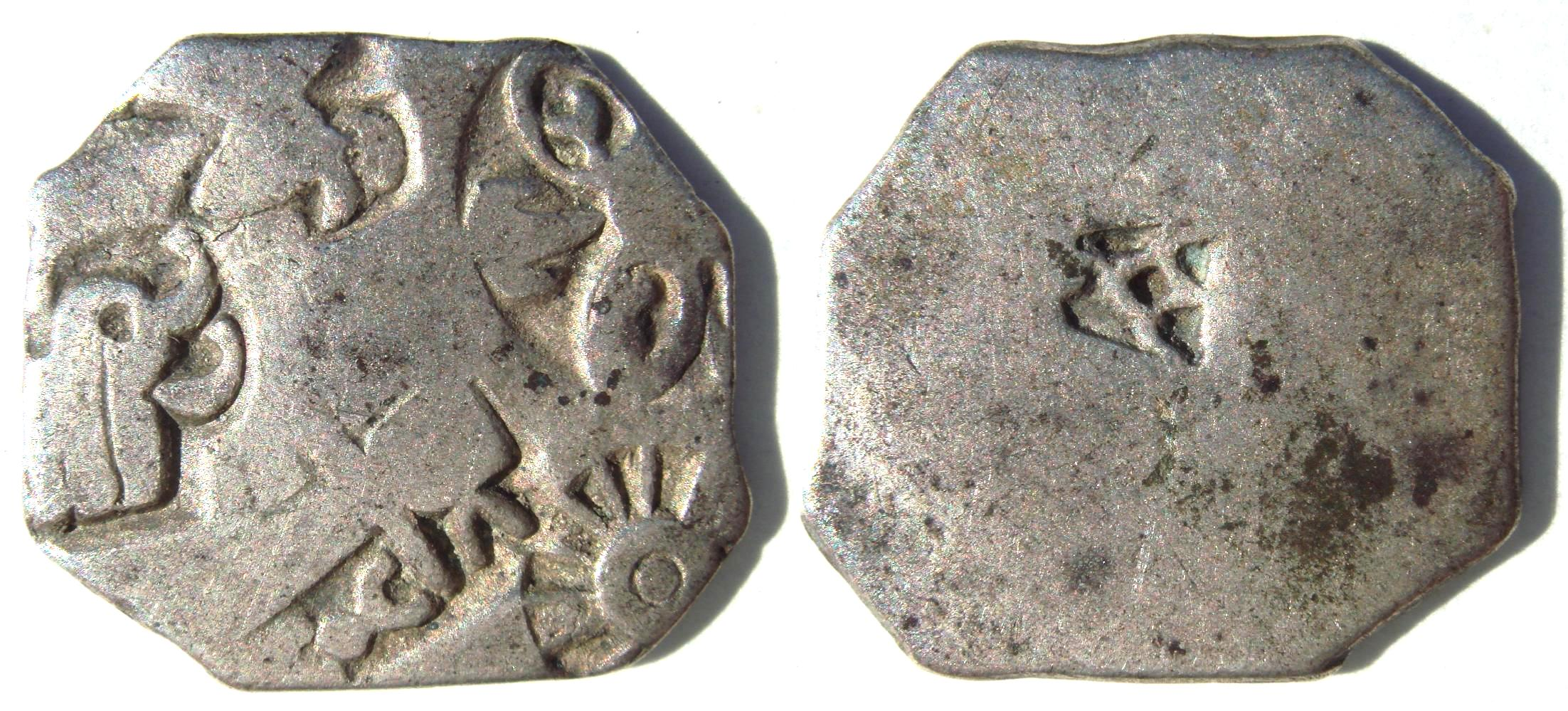
Zilveren munt uit Maurya-keizerrijk met symbolen van een wiel en een olifant; 3de eeuw v.Chr.

Oorspronkelijk was hij een politiek leraar en filosoof aan de school van Taksila. Hij wordt geacht een belangrijke rol te hebben gespeeld bij de oprichting van het Mauryarijk, het eerste rijk in de geschiedenis van Zuid-Azië dat het grootste deel van het Indiase subcontinent omvatte. Chanakya diende als de belangrijkste adviseur van zowel Chandragupta als zijn zoon Bindusara.
Kautilya en Vishnugupta zijn de namen van de auteur van de Arthaśhāstra. Traditioneel werd aangenomen dat Kautilya dezelfde persoon is als Chanakya. Sommige geleerden beschouwen Chanakya daarom als "de eerste econoom van de wereld" en "de Indische Machiavelli", maar zulke duidingen zijn door latere historici in twijfel getrokken. Mogelijk leefde Kautilya zelfs enkele eeuwen later.
- Bibsys: 90707231
- Biblioteca Nacional de España: XX1397588
- Bibliothèque nationale de France: cb12028321k (data)
- CiNii: DA00533228
- Gemeinsame Normdatei: 118721348
- International Standard Name Identifier: 0000 0003 8742 9442
- Library of Congress Control Number: n81112109
- Bibliotheek van het Japanse parlement: 00445294
- Nationale Bibliotheek van Tsjechië: xx0002375
- Nationale bibliotheek van Australië: 35262062
- Nationale Bibliotheek van Israël: 987007311099905171
- Nationale Bibliotheek van Polen: a0000001831138
- Nederlandse Thesaurus van Auteursnamen: 072245980
- Réseau des bibliothèques de Suisse occidentale: 02-A000097446
- LIBRIS: 193087
- Système universitaire de documentation: 028450574
- Trove: 887349
- Virtual International Authority File: 280385592